# B-Dash
B-Dash ou B-DASH (ビーダッシュ) était un groupe de pop punk japonais. Fondé à Tokyo en 1997 sous le nom de "Haguki-Dash", le groupe change de nom pour B-Dash en 1999.
Le groupe mélange plusieurs langues dont l'anglais et le japonais, mais utilise aussi beaucoup d’onomatopées.
Le groupe s'est séparé le 17 février 2017.